# Hydrelia albifera
Hydrelia albifera là một loài bướm đêm trong họ Geometridae.